# Didea alneti
Didea alneti es una especie de mosca sírfida. Se distribuyen por el Holártico en Eurasia y América del Norte.
Vive en zonas boscosas. Se alimenta de áfidos de los árboles, especialmente de Larix, Prunus, Salix y Quercus. El adulto es activo de mayo a septiembre.